# Hans-Georg Bohlken

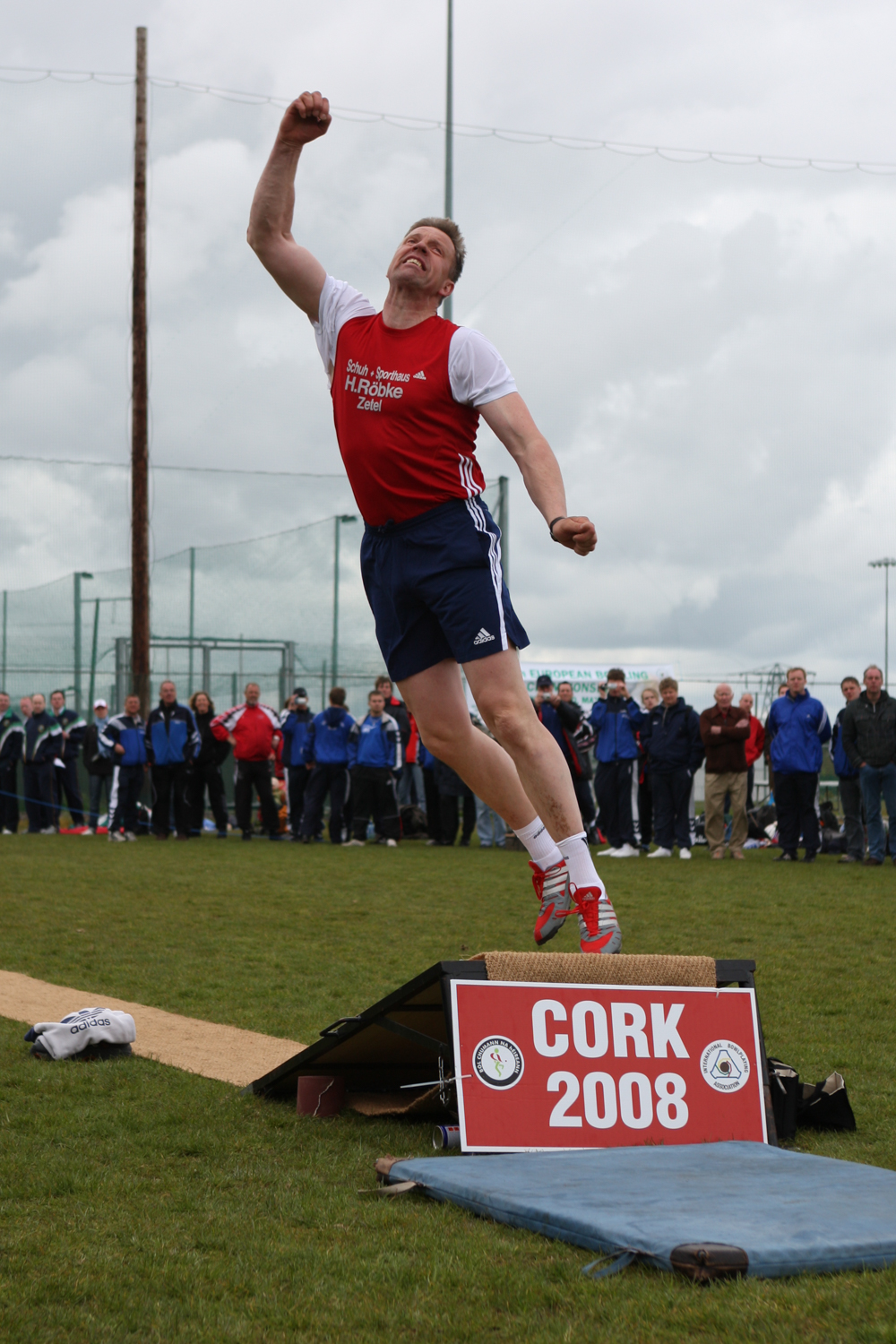
Hans-Georg Bohlken bei den Europameisterschaften 2008 in Cork

Hans-Georg Bohlken (* 1962 in Sanderbusch, Landkreis Friesland) ist ein deutscher Friesensportler und mehrfacher Europameister im Klootschießen. Bohlken, der in Ellens aufgewachsen ist, wird respektvoll „Der Bär von Ellens“ genannt.

## Leben
Hans-Georg Bohlken wohnt im Zeteler Ortsteil Ruttel.  Er hat zwei Söhne, die sich ebenfalls im Friesensport einen Namen gemacht haben. Bohlken nahm in den vergangenen Jahren verschiedene Funktionen (Feldobmann, Jugendwart) im Friesischen Klootschießer-Verband wahr. Er ist  Mitglied im Klootschießer- und Bosselverein "Lat'n rulln" Schweinebrück e. V. Zu den Hobbys von Hans-Georg Bohlken gehören neben dem Friesensport das Angeln und die Jagd.

## Titel
Hans-Georg Bohlken hat bei internationalen und nationalen Meisterschaften viele Siege errungen. Es folgt eine Auswahl:
- Sieger bei den Europameisterschaften im Klootschießen 1984 in Garding (Schleswig-Holstein)
- Deutscher Meister im Schleuderball 1985 in Heide (Schleswig-Holstein)[1]
- Sieger bei den Europameisterschaften im Klootschießen 1988 in Norden (Niedersachsen)
- Sieger bei den Europameisterschaften im Klootschießen 1992 in Cork (Irland)
- Deutscher Meister im Klootschießen 2003 in Willich (Nordrhein-Westfalen)[2]
- Mehrfach Deutscher Meister im Straßenboßeln
- Zahlreiche erste Plätze bei regionalen Meisterschaften

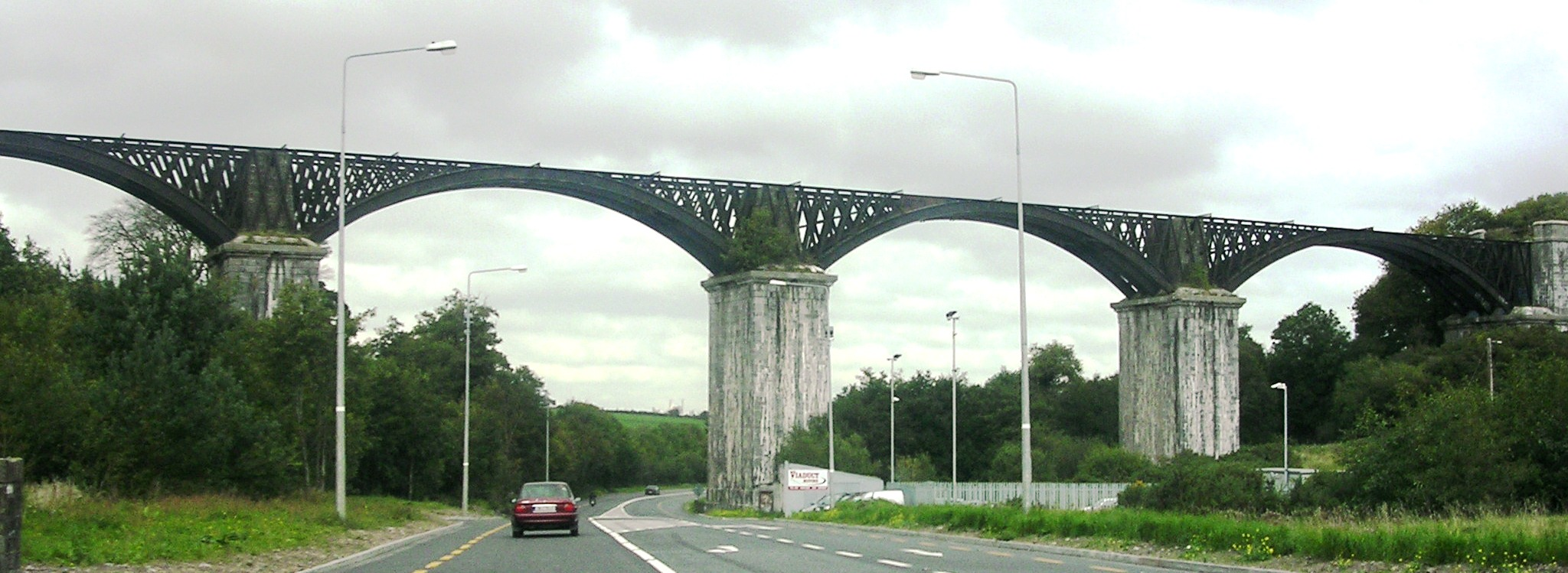
Chetwynd Viaduct bei Cork

## Historischer Wurf über das Chetwynd Viaduct
Am 8. September 1985 warf Hans-Georg Bohlken mit einer 28-Unzen-Klootkugel über die 91 Fuß hohe Eisenbahnbrücke bei Cork (Chetwynd Viaduct). Ein Wurf mit einer Kugel dieses Gewichts war seit dem Bau der Brücke im Jahre 1849 noch keinem Werfer gelungen. Das Preisgeld für Bohlken betrug 5000 irische Pfund. George Kelly vom University College in Cork hat die Wurfkurve im Nachgang analysiert.